# STS-62-A
STS-62-Aは1986年に偵察衛星を極軌道に投入する予定だったスペースシャトルのミッション。ディスカバリーが使用されるはずだったが、チャレンジャー号爆発事故を受けて中止となった。実現していれば、ヴァンデンバーグ空軍基地からの初の有人飛行となった。62-Aの6は財政年度1986年、2はヴァンデンバーグ（1はケネディ宇宙センター）、Aはその年度最初の飛行であるということを意味していた。

## クルー
1985年2月15日に以下のクルーが公表された。かっこ内の数字は、今回を含めたフライト経験数。
- ロバート・クリッペン（5）- コマンダー
- ガイ・ガードナー（1）- パイロット
- デイル・ガードナー（3）- ミッションスペシャリスト1
- ジェリー・ロス（2）- ミッションスペシャリスト2、フライトエンジニア
- マイク・マレーン（2）- ミッションスペシャリスト3
- ブレット・ウォーターソン（1）- ペイロードスペシャリスト1
- エドワード・オルドリッジ（1）- ペイロードスペシャリスト2

ガイ・ガードナー、ジェリー・ロス、リチャード・マレーンは爆破事故後2度目のスペースシャトルミッションSTS-27に参加した。